# Fauvel AV-2
Dimensions
Le Fauvel AV-2 (AV pour aile volante) fut en 1932 le premier modèle conçu par Charles Fauvel à voler.

## Étude et développement
Selon son propre récit, l'idée d'un aéronef de formule "aile volante" est venue à Fauvel en juillet 1928 lors d'une discussion sur la conception de planeurs à hautes performances. L'idée de départ étant de réduire la traînée au plus près de la limite fixée par la traînée induite par la portance de l'aile en minimisant les autres composants. Le meilleur avion possible devrait logiquement tout éviter sauf l'aile. En 1929, des expériences ont été faites avec un modèle de sa conception de base, connu sous le nom d' AV-1, dans la soufflerie du laboratoire aéronautique de Saint-Cyr pour vérifier la portance, la traînée et la stabilité. Il a construit son premier avion grand format en collaboration avec Louis Peyret . Il pouvait voler en version planeur ou être propulsé par un moteur de 20 cv. Peyret manquant de main-d'œuvre disponible dans son usine un accord a été conclu avec la Société Makhonine. Initialement, l'AV-2 devait être construit par Guerchais à Saint Cloud, mais après leur fermeture, la construction a été reprise par Caudron et un moteur plus puissant monté.
L'AV-2 n'était quasiment qu'une aile. Construite autour d'un longeron principal, avec un longeron auxiliaire pour supporter les ailerons,La structure est en bois coffré en contreplaqué du bord d'attaque au longeron principal formant caisson de torsion. Le reste était entoilé . La section centrale épaisse occupait environ 20% de l'envergure mais représentait plus de 33% de la surface alaire, elle était prolongée par deux plans extérieurs effilés avec un dièdre marqué,.
En l'absence de gouvernail, le pilote de l'AV-2 contrôlait le lacet en actionnant différentiellement deux paires d'aérofreins placés en bout d'aile et s'ouvrant à l'intrados et à l'extrados. Les plans extérieurs portaient également des ailerons. Les seules surfaces verticales étaient deux dérives  triangulaires fixes, destinées à réduire les turbulences à chaque extrémité de la gouverne de profondeur inhabituelle conçue par Peyret, montée sur le bord de fuite de la section centrale. Elle se composait de deux volets de même surface, de profil identique et articulées l'une à l'autre et à l'aile sans fente. Vu en plan, le volet arrière, bien que plus court, se raccordait harmonieusement avec le volet avant. Ensemble ils forment une surface de contrôle à courbure réglable qui permet de modifier le profil de la section centrale entre symétrique, creux ou autostable. Les commandes du pilote étaient conventionnelles. Les aérofreins étaient contrôlés par un levier qui, lorsqu'il était tourné, les soulevait différentiellement et lorsqu'il était poussé vers l'avant les ouvrait ensemble comme freins. Les ailerons et la profondeur sont actionnés par le manche habituel. Le siège était dans un habitacle ouvert au bord d'attaque de l'aile. Une petite extension vers l'avant portait un pare-brise et un tube de Pitot,.
L'AV-2 était propulsé par Moteur bicylindre à plat ABC Scorpion de 32 cv disposé en configuration propulsive et entraînant une hélice bipale. Il était placé dans une nacelle profilée qui contenait également les réservoirs de carburant et d'huile. La nacelle était montée au-dessus du poste de pilotage sur un mât en tubes d'acier. Il avait un train d'atterrissage à large voie et bas avec ses roues principales semi-encastrées dans la section centrale au niveau du raccord des panneaux extérieurs. Il y avait des freins de roues, actionnés en fin de course de la commande d'aérofreins.
L'AV-2 a été achevé en 1932.